# Katalytický receptor
Katalytický receptor je takový transmembránový receptor, u kterého jeho vazba k extracelulárnímu ligandu způsobí enzymatickou aktivitu na intracelulární straně. Katalytický receptor je integrální transmembránový protein současně s enzymaticko-katalytickou a receptorovou funkcí.
Katalytické  proteiny mají transmembrální šroubovici řetězec dvě důležité domény, na extracelulární doménu se váže ligand a intracelulární doména má katalytickou funkci Signální molekula se váže na receptor vně buňky, způsobí konformační změnu a změnu katalytické funkce na doméně uvnitř buňky.
Příklady enzymatické aktivity:
- Receptor tyrosin kináza (trk) v receptoru pro fibroblastový růstový faktor (většina receptorů .[3]
- Serin/threonin specifické proteinkináza v kostním morfogenetickém proteinu
- Guanylátcykláza v receptoru pro atriální natriuretický peptid

## Typy
Existuje pět hlavních rodin katalytických receptorů:
| Skupina                  | název                                           | Gen   | Katalytická aktivita | Endogenní ligandy                                                                       | Syntetické ligandy                                           |
| ------------------------ | ----------------------------------------------- | ----- | -------------------- | --------------------------------------------------------------------------------------- | ------------------------------------------------------------ |
| Erb                      | ErbB1 (receptor pro epidermalní růstový faktor) | EGFR  | tyrosin kináza       | epidermalní růstový faktor, amfiregulin, betacellulin, epigen, epiregulin, HB-EGF, TGFa | GW583340, gefitinib, erlotinib, tyrphostiny AG879 and AG1478 |
| Erb                      | ErbB2                                           | ERBB2 | "                    |                                                                                         |                                                              |
| Erb                      | ErbB3                                           | ERBB3 | "                    | NRG-1, NRG-2                                                                            | GW583340, gefitinib, erlotinib, tyrfoostiny AG879 and AG1478 |
| Erb                      | ErbB4                                           | ERBB4 | "                    | Betacelulin, epiregulin, HB-EGF, NRG-1, NRG-2, NRG-3, NRG-4                             | GW583340, gefitinib, erlotinib, tyrphostins AG879 and AG1478 |
| GDNF                     | GFRa1                                           | GFRa1 | "                    | GDNF > neurturin > artemin                                                              |                                                              |
| GDNF                     | GFRa2                                           | GFRa2 | "                    | Neurturin > GDNF                                                                        |                                                              |
| GDNF                     | GFRa3                                           | GFRa3 | "                    | Artemin                                                                                 |                                                              |
| GDNF                     | GFRa4                                           | GFRa4 | "                    | Persefin                                                                                |                                                              |
| NPR                      | NPR1                                            | NPR1  | guanylyl cykláza     | Atrialní natriuretický peptid                                                           |                                                              |
| NPR                      | NPR2                                            | NPR2  | "                    | C-type natriuretický peptid                                                             |                                                              |
| NPR                      | NPR3                                            | NPR3  | "                    | Atrialní natriuretický peptid                                                           |                                                              |
| NPR                      | NPR4                                            | NPR4  | "                    | Uroguanylin                                                                             |                                                              |
| trk neurotrofin receptor | TrkA                                            | NTRK1 | tyrozin kináza       | NGF > NT-3                                                                              | GW441756, tyrphostin AG879                                   |
| trk neurotrofin receptor | TrkB                                            | NTRK2 | "                    | Brain-derived neurotrophic factor, NT-4/NT-5 > NT-3                                     |                                                              |
| trk neurotrofin receptor | TrkC                                            | NTRK3 | "                    | NT-3                                                                                    |                                                              |
| trk neurotrofin receptor | p75                                             | NGFR  | "                    | NGF, BDNF, NT3, NT4/5                                                                   |                                                              |
| Toll-like                | TLR1                                            | TLR1  | "                    |                                                                                         |                                                              |
| Toll-like                | TLR2                                            | TLR2  | "                    | Peptidoglykan                                                                           |                                                              |
| Toll-like                | TLR3                                            | TLR3  | "                    | polyIC, polyinosine-polycytosine                                                        |                                                              |
| Toll-like                | TLR4                                            | TLR4  | "                    | LPS, lipopolysaccharide derived from Gram-negative bacteria                             |                                                              |
| Toll-like                | TLR5                                            | TLR5  | "                    | Flagelin                                                                                |                                                              |
| Toll-like                | TLR6                                            | TLR6  | "                    |                                                                                         |                                                              |
| Toll-like                | TLR7                                            | TLR7  | "                    | resiquimod, imiquimod                                                                   |                                                              |
| Toll-like                | TLR8                                            | TLR8  | "                    |                                                                                         |                                                              |
| Toll-like                | TLR9                                            | TLR9  | "                    | CpG, DNA e+ C-G páry                                                                    |                                                              |
| Toll-like                | TLR10                                           | TLR10 | "                    |                                                                                         |                                                              |